# Godfred le Noir
Godfred le Noir (gaélique : Gofraid mac Amlaíb ; vieux norrois : Guðrøðr Óláfsson), mort le 10 novembre 1187, régna sur l'île de Man et des Îles de 1153 à  1158 puis sur l’île de Man de 1164 à  1187.

## Biographie
Il était le fils aîné du roi Olaf Ier Morsel.
En 1153, il va en Norvège pour rendre l'hommage pour le compte de son père. En 1155, un parti d'îliens mécontents contre son gouvernement jugé « tyrannique » fait appel à Somerled le roi de Kintyre qui avait épousé sa demi-sœur Ragnhailt, et lui propose de donner le « royaume des Îles » à son fils Dughall mac Somhairle. Somerled accepte et le 5 janvier 1156, Godfred V est défait lors d'un combat naval. Le royaume est divisé entre les deux prétendants. L'accord ne perdure pas car fin 1158 Somerled défait de nouveau Godfred qui est obligé de fuir son royaume  en 1159 et de se réfugier à la cour du roi Inge Ier de Norvège où il réside jusqu'en 1164.
Sa défection avec les troupes qu'il commandait lors de la bataille d'Oslo le 4 février 1161 est une des causes de la défaite et de la mort du roi Inge Ier.
Après la mort de Somerled en 1164, Godfred V retourne dans son royaume, où son jeune frère Ragnald III de Man avait usurpé le trône, il le capture, le mutile et règne jusqu'à sa mort le 10 novembre 1187.

## Le royaume de Godfred
Les îles sous son contrôle étaient dénommées Suðr-eyjar, Sudreys ou « Îles du Sud », en opposition aux Norðr-eyjar, « Îles du Nord », c'est-à-dire les Orcades et les Shetland, qui formaient les Hébrides, avec l'île de Man. Il porta le titre de Rex Manniae et Insularum (« rois de Man et des Îles »). Godfred, après un affrontement avec Somerled, roi d'Argyll, en 1156/1164, perdit les Hébrides intérieures au large d'Argyll. Une souveraineté indépendante vit alors le jour entre les deux parties de son royaume.

## Union et descendance
Godred V de Man laissa d'une maîtresse inconnue quatre enfants : Ragnald IV, Ivarr, père ou grand-père d'Ivarr de Man, Auffrica, épouse de John de Courcy, seigneur d'Ulster et une fille, mère de Ragnald, évêque des Îles. De Findguala, une princesse irlandaise épousée en 1176, il eut un fils, Olav II. Son seul fils légitime étant alors trop jeune, semble-t-il, pour occuper le trône, c'est Ragnald IV de Man qui devient roi.
| Précédé par : Olav I      | Rois de Man | Suivi par : Somerled    |
| Précédé par : Somerled    | Rois de Man | Suivi par : Ragnald III |
| Précédé par : Ragnald III | Rois de Man | Suivi par : Ragnald IV  |

## Source
- (en) Mike Ashley The Mammoth Book of British Kings & Queens Robinson (Londres 1998) « Godred II The Black » p. 427-428.
- (en) A. A. M. Duncan et A. L. Brown, Proceedings of the society, 1956-1957, « Argyll and the Isles in the earlier Middle Ages », p. 192-220.
- (no) Narve Bjørgo, « Gudrød Olavsson », Norsk biografisk leksikon,consulté le 15 octobre 2013.